# Acacia chalkeri
Acacia chalkeri är en ärtväxtart som beskrevs av Joseph Henry Maiden. Acacia chalkeri ingår i släktet akacior, och familjen ärtväxter. Inga underarter finns listade i Catalogue of Life.